# كوة
الكُوَّة أو الفُرْجة أو المزغلة (الجمع: مزاعل)، وهي كلمة فارسية الأصل تعني المنفذ، في اصطلاح العمارة العسكرية كوة ضيقة في السور الدفاعي أو البرج أو الحصن، تطلق منها السهام أو القذائف، كما تستخدم منفذا لغرض الإضاءة والتهوية.